# Stadion FK Radnik
Le stade FK Radnik (en serbe cyrillique : Стадион ФК Радник, et en serbe latin : Stadion FK Radnik), est un stade de football situé à Surdulica, en Serbie. Il a une capacité de 3 312 places et accueille le FK Radnik Surdulica.